# Сосновський Дмитро Дмитрович
Дмитро́ Дми́трович Сосно́вський (нар. 11 квітня 1958, Норильськ) — український тренер з боксу. Працював старшим, головним тренером штатної команди національної збірної команди України з боксу (м. Львів). Кавалер ордена Данила Галицького (2018).

## Життєпис
Народився 11 квітня 1958 року в м. Норильську (нині РФ).
Боксом почав займатися з 13 років у львівському ДСТ «Трудові резерви». 1980 року виконав норматив майстра спорту СРСР.
Закінчив Львівський державний інститут фізичної культури.
Тренує понад 30 років. Роботу тренером розпочав 1979 року. Підготував п'ятьох майстрів спорту міжнародного класу, двох заслужених майстрів спорту (Андрій Котельник і Георгій Чигаєв). Серед вихованців — Роман Джуман, Андрій Хамула, Юрій Золотов, Ярослав Мідик, Володимир Липський, Павло Ваник та інші.
Вперше в історії українського боксу Міжнародною асоціацією аматорського боксу (AIBA) Дмитро Сосновський був визнаний найкращим тренером 2011 року в світі. Почесну відзнаку мав отримати 26 листопада в Лондоні, але не полетів на нагородження через зайнятість.
Старший викладач (сумісник) кафедри теоретико-методичних основ спорту Львівського державного університету фізичної культури (2011—2013).

## Нагороди
- орден «Данила Галицького» (23.08.2018) — за значний особистий внесок у державне будівництво, соціально-економічний, науково-технічний, культурно-освітній розвиток України, вагомі трудові здобутки та високий професіоналізм[1].